# Tschaikowsky (Lied)
Tschaikowsky ist ein Patter song mit dem Text von Ira Gershwin und der Musik des Komponisten Kurt Weill. Der Song ist Teil des Musicals Lady in the Dark und wurde von Danny Kaye am 23. Januar 1941 erstmals auf der Bühne dargeboten.

## Song
Im Musical Lady in the Dark steht die Lady in einem Traumzirkus vor Gericht, da sie ein Heiratsversprechen nicht einlösen will. Nach ihrem Song I Never Gave Him My Word fragt der in der Stimmlage Bariton singende Zirkusdirektor, wer die Melodie, die gerade gesungen wurde, komponiert habe. Auf die Antwort Tschaikowsky! antwortet er mit Tschaikowsky? Ich liebe russische Komponisten und fängt eine Aufzählung russischer Komponisten an. Der Text ist eine staccatohaft vorzutragende Liste von fünfzig Komponistennamen, die einen russischen Klang haben. In der Form des Patter songs werden die Namen in einem Sprechgesang heruntergerattert. Der Song hat im Text Gershwins noch eine sechszeilige Einführung (darf ich bekanntmachen ?) und darauf vier Strophen mit 4 Verszeilen. Es werden jeweils vier oder fünf Komponistennamen je Zeile aufgezählt, bis in der letzten Strophe der Sänger sich bei den Namen zu wiederholen beginnt und in den letzten Zeilen zu dem Schluss kommt, dass es jetzt für ihn und die Zuhörer auf der Bühne genug sei.
Weill gibt als Tempobezeichnung Allegro barbaro, 152 (MM), vor, für den Sänger die Anweisung nicht zu schnell und deutlich ausgesprochen und für das Klavier in Albert Szirmais Klavierauszug sempre staccato. Der Vortrag endet in einem crescendo fortissimo und die anderen Sänger fallen gegen Ende auf die beiden wiederholten Namen Stravinsky und Kvoschinsky ein.
Einige der als „Russen“ angekündigten Männer (Frauen fehlen), sind keine Russen, sondern sie sind polnischer Herkunft, wie Moniuszko, Maliszewski und Godowsky, stammen aus anderen Teilen des Russischen Reiches wie der Ukraine oder waren wie Vernon Duke und Igor Markevitch bereits in jungen Jahren ausgewandert. Der Titel des Songs bezieht sich auf den russischen Komponisten der Romantik Pjotr Iljitsch Tschaikowski. Gershwin verwendete in seinem Gedicht die in der deutschen Sprache übliche Schreibung „Tschaikowsky“ anstelle der englischen Schreibweise oder einer wissenschaftlichen Transliteration – auch für die anderen Namen gilt eher eine dichterische Schreibweise – die allerdings vom Sänger phonetisch passend gemacht werden muss und sei es auch nur im Sprechrhythmus und in den Reimen.
Ira Gershwin, der 1941 das Libretto für Lady in the Dark schrieb, hatte einen Teil seiner Gedichte unter dem Pseudonym Arthur Francis veröffentlicht, da er in der Öffentlichkeit nur als Librettist seines Bruders George Gershwin registriert wurde. Unter diesem Pseudonym sei auch dieser Text ursprünglich in einer Studentenzeitung gedruckt worden. Dieses Eigenplagiat wurde von Gershwin später aufgedeckt.
Kaye hatte den Ehrgeiz, die Nummer immer schneller zu bringen und brachte es auf eine Zeit von unter einer Minute. Im Musical wurde der Song allerdings nicht a cappella vorgetragen. Auch andere Sänger haben den Song zu einer Paradenummer gemacht, mit der sie ihre Sprechschnelligkeit beweisen können.
In einer Kabarett-Show hat Mark Nadler im Jahr 2003 den Song in seine Bestandteile zerlegt und jeden der fünfzig Namen mit einem kabarettistischen Text verknüpft.

## Komponisten
Liste der Komponistennamen in der Schreibweise von Gershwin im Klavierauszug und in ihrer Reihenfolge im Song.
Malichevsky, Rubinstein, Arensky, Tschaikowsky, Sapelnikoff, Dmitrieff, Tscherepnin, Kryjanowsky, Godowsky, Arteiboucheff, Moniuszko, Akimenko, Solovieff, Prokofieff, Tiomkin, Korestchenko, Glinka, Winkler, Dmitry Bortniansky, Rebikoff, Ilyinsky, Medtner, Balakireff, Zolotareff, Kvoschinsky, Sokoloff, Kopyloff, Dukelsky, Klenofsky, Shostakovitsch, Borodine, Gliere, Nowakofski, Liadoff, Karganoff, Markievitch, Pantschenko, Dargomyzski, Stcherbatcheff, Skriabine, Vassilenko, Stravinsky, Rimsky-Korsakoff, Mussorgsky, Gretchaninoff, Glazounoff, Caesar Cui, Kalinikoff, Rachmaninoff, Rumshinsky.

## Aufnahmen
- Mark W. Dorrell: Lady in the Dark. Royal National Theatre, 1997. Sänger des Russel Paxton (Ringmaster): James Dreyfus